# 593 Титанія
593 Титанія (593 Titania) — астероїд головного поясу, відкритий 20 березня 1906 року Августом Копфом у Гейдельберзі.